# 武士蟻
武士蚁（学名：Polyergus samurai）又稱佐村悍蟻，是屬於中國、日本和韓國的螞蟻。
以奴役其他種類的螞蟻稱著，尤其是黑山蟻。小群武士蟻一旦發現黑山蟻的蟻巢，一大群武士蟻便會立刻襲擊，把部分黑山蟻趕走，將蟻巢據為己有，或將巢內的幼蟲傾巢押回自己巢內，待牠們長大後作為奴隸。